# Lalande-en-Son
Lalande-en-Son és un municipi francès, situat al departament de l'Oise i a la regió dels Alts de França. L'any 2007 tenia 680 habitants.

## Demografia

### Població
El 2007 la població de fet de Lalande-en-Son era de 680 persones. Hi havia 236 famílies de les quals 40 eren unipersonals (20 homes vivint sols i 20 dones vivint soles), 64 parelles sense fills, 100 parelles amb fills i 32 famílies monoparentals amb fills.
La població ha evolucionat segons el següent gràfic:
Habitants censats

### Habitatges
El 2007 hi havia 284 habitatges, 243 eren l'habitatge principal de la família, 24 eren segones residències i 17 estaven desocupats. 274 eren cases i 10 eren apartaments. Dels 243 habitatges principals, 203 estaven ocupats pels seus propietaris, 38 estaven llogats i ocupats pels llogaters i 2 estaven cedits a títol gratuït; 1 tenia una cambra, 10 en tenien dues, 33 en tenien tres, 77 en tenien quatre i 122 en tenien cinc o més. 206 habitatges disposaven pel capbaix d'una plaça de pàrquing. A 98 habitatges hi havia un automòbil i a 131 n'hi havia dos o més.

### Piràmide de població
La piràmide de població per edats i sexe el 2009 era:
| Homes | Edats   | Dones |
| ----- | ------- | ----- |
| 0     | 95 o +  | 0     |
| 0     | 90 a 94 | 4     |
| 0     | 85 a 89 | 0     |
| 0     | 80 a 84 | 4     |
| 4     | 75 a 79 | 8     |
| 20    | 70 a 74 | 12    |
| 16    | 65 a 69 | 16    |
| 4     | 60 a 64 | 8     |
| 4     | 55 a 59 | 8     |
| 36    | 50 a 54 | 20    |
| 20    | 45 a 49 | 32    |
| 48    | 40 a 44 | 44    |
| 20    | 35 a 39 | 12    |
| 8     | 30 a 34 | 16    |
| 20    | 25 a 29 | 12    |
| 4     | 20 a 24 | 8     |
| 24    | 15 a 19 | 36    |
| 44    | 10 a 14 | 24    |
| 16    | 5 a 9   | 36    |
| 8     | 0 a 4   | 28    |

## Economia
El 2007 la població en edat de treballar era de 467 persones, 355 eren actives i 112 eren inactives. De les 355 persones actives 306 estaven ocupades (165 homes i 141 dones) i 49 estaven aturades (18 homes i 31 dones). De les 112 persones inactives 29 estaven jubilades, 44 estaven estudiant i 39 estaven classificades com a «altres inactius».

### Ingressos
El 2009 a Lalande-en-Son hi havia 241 unitats fiscals que integraven 701,5 persones, la mediana anual d'ingressos fiscals per persona era de 17.185 €.

### Activitats econòmiques
Dels 9 establiments que hi havia el 2007, 1 era d'una empresa de fabricació d'altres productes industrials, 3 d'empreses de construcció, 3 d'empreses de comerç i reparació d'automòbils, 1 d'una empresa financera i 1 d'una empresa classificada com a «altres activitats de serveis».
Dels 4 establiments de servei als particulars que hi havia el 2009, 2 eren fusteries, 1 electricista i 1 perruqueria.
Dels 2 establiments comercials que hi havia el 2009, 1 era una botiga de més de 120 m² i 1 una fleca.
L'any 2000 a Lalande-en-Son hi havia 3 explotacions agrícoles.

## Equipaments sanitaris i escolars
El 2009 hi havia una escola elemental integrada dins d'un grup escolar amb les comunes properes formant una escola dispersa.

## Poblacions més properes
El següent diagrama mostra les poblacions més properes.